# (84011) Жан-Клод
(84011) Жан-Клод (лат. Jean-Claude) — небольшой астероид внешней части главного пояса, который был открыт 23 июля 2002 года немецким астрономом Себастьяном Хёнигом в Паломарской обсерватории и назван в честь французского астронома-любителя Жан-Клода Жоржа Пелле.

Орбита астероида Жан-Клод и его положение в Солнечной системе